# Nickelodeon Alaaarm
Nickelodeon Alaaarm war eine Sendung, die mit ca. fünfminütigen Clips die Zuschauer des Senders Nickelodeon wochentags zwischen 16:25 Uhr und 18:00 Uhr durch den Nachmittag führte. Gestartet wurde am 12. August 2013 um 16:25 Uhr. Moderiert wurde die Sendung von Laura Louisa Garde und Sascha Quade.
Die Clips behandelten unterschiedliche Themen. So sollte vor allem der Spaß im Vordergrund stehen. Slimekanonen kamen genauso zum Einsatz wie bestimmte Rubriken. In der Rubrik „Wenn ich König wäre“ erfüllten sich die Moderatoren gegenseitig Wünsche. In Spezialisten aus Kisten halfen Spezialisten in Situation weiter, in denen die Moderatoren nicht mehr weiter wussten. Das Streichorchester sorgte für üble Streiche. Die Clips spielten sowohl im Freien als auch im Nickelodeon-Studio. Gezeigt wurden die Clips jeweils vor der Werbepause (oder am Ende der jeweiligen Sendung im Programm). Eine Ausnahme bildete hierbei allerdings der erste Clip, der jeweils nach der Werbepause um 16:25 Uhr gezeigt werden.
Eine Spekulation, die besagte, dass Nickelodeon nur aufgrund der Tatsache, weil der freiempfangbare Disney Channel 2014 startete, ein moderiertes Format produzierte, um der Konkurrenz den Markteintritt zu erschweren, wurde nicht bestätigt. Am 4. Juli 2014 ging Nickelodeon Alaaarm in die Sommerpause, die zweite Staffel startete am 18. August 2014.
Die dritte Staffel startete am 18. August 2014 mit Episode 226. Die vierte Staffel lief ab dem 12. Januar 2015 (Ep. 319). Die letzte Episode wurde am 3. Juli 2015 ausgestrahlt.

## Gäste
Bei Nickelodeon Alaaarm traten einige bekannte Persönlichkeiten auf, darunter:
- Axel Bosse
- Carola Schnell
- Cody Simpson
- Daniele Negroni
- Luca Hänni
- Luisa Wietzorek
- Jimi Blue Ochsenknecht
- Patrick Baehr
- Robert Köhler
- Ross Antony
- Sarah Thonig
- Konrad Stöckel
- MC Fitti
- Lisa-Marie Koroll

## Episodenliste
| Folge | Inhalt | Besondere Rubriken                                                                                  | Drehort(e)                                            | Erstausstrahlung   |
| ----- | --- | --------------------------------------------------------------------------------------------------- | ----------------------------------------------------- | ------------------ |
| 01    | Sascha und Laura entdecken das Studio und lösen beim Betreten den Alaaarm-Sound aus. Nach einer Weile finden sie den Alaaarm-Knopf, welcher während der Sendung von einem Techniker installiert wird. Sie drücken den Knopf, tanzen dann aus der Stille heraus den Alaaarm-Tanz, nach erneutem Betätigen des Knopfes und spielen Blinde Alaaarm-Kuh (Anlehnung an Blinde Kuh), bei der Laura den Alaaarm-Knopf wieder drückt und während des Alaaarm-Sounds den Knopf vor Sascha, welcher eine Augenbinde um hat, versteckt. Zum Schluss bekommen beide eine E-Mail, welche durch einen überdimensionalen Briefumschlag mit „Anhang“ dargestellt wird, in welchem sich weitere Requisiten befinden. | Blinde Alaaarm-Kuh, You’ve got Mail!                                                                | Nickelodeon Alaaarm-Studio                            | 12. August 2013    |
| 02    | Sascha und sein Streichorchester spielen Ich spiel gern’ Streiche, Streiche und wird dabei von Laura gestört, welche den Alaaarm-Sound auslöst, als sie das Studio zweimal, mit einer Euro-Palette und Rollen für die Palette, betritt. Daraus baut Laura den „Couch-Tisch“. Als sie in ihre Schraubenkiste fasst, bemerkt sie die Maden, die Sascha kurz zuvor aus dem Kühlschrank holte und Laura als „Rache“ in die Kiste tat. Um "Rache" an Sascha zu nehmen, befüllt Laura einen Schaumkuss mit Senf, welchen sie Sascha gibt. Nach der Anleitung zum Nachmachen, spielt das Streichorchester von Sascha, zusammen mit Laura, erneut den Song Ich spiel gern’ Streiche, Streiche. Zudem werden die Zuschauer aufgefordert ihre eigenen Streichideen einzuschicken. | Sascha und sein Streichorchester, Lauras Streichelabor                                              | Nickelodeon Alaaarm-Studio                            | 13. August 2013    |
| 03    | Zu Beginn losen Sascha und Laura über Flick Flack Schnuck (Anlehnung an Schere, Stein, Papier) aus, wer etwas zu trinken aus dem Kühlschrank holt. Da Sascha verliert, holt er zwei Tuben, welche sich als Farben herausstellen. Daraufhin fangen beide an, auf einer Rolle Papier mit Pinseln ihre Ideen zur Studioeinrichtung zu malen und fordern die Zuschauer auf, selbst Ideen einzusenden. Dann testen die beiden ihre „Möbel“ und spielen Hau den Lukas auf Papier. Im ebenfalls gemalten Boot verweisen die beiden auf die Nickelodeon Pool Party und bekommen eine Mail mit der Nachricht Guten Appetit!, in dessen Anhang eine Schachtel Pommes frites ist, welche Sascha und Laura essen. | Flick Flack Schnuck, You’ve got Mail!                                                               | Nickelodeon Alaaarm-Studio                            | 14. August 2013    |
| 04    | Beim Rennen durch Studio reißt Sascha den Alaaarm-Knopf herunter. Als beide den Knopf mit Kleber aus der Tube wieder festkleben, fragen sie sich, warum der Kleber nicht in der Tube klebt. Da sowohl Sascha als auch Laura keine Lösung auf diese Frage haben, fragt Laura Gäste in einem Freibad, welche zuvor als Megabrains angekündigt wurden. Da die Antworten aber nicht die erwarteten waren, hilft der Spezialist aus der Kist´ Klaus Kleber weiter (nicht zu verwechseln mit dem Anchorman Claus Kleber vom Heute-journal des ZDF). Aus Spaß wird Sascha dann mit Klebeband an dem Baugerüst im Studio befestigt. Zum Schluss fordert Laura die Zuschauer auf Ideen einzusenden, was man noch alles kleben kann. Der Zuschauer wird zudem aufgefordert seine eigenen Fragen an die Megabrains einzusenden. | Die Megabrains … klären auf, Spezialisten aus Kisten                                                | Nickelodeon Alaaarm-Studio                            | 15. August 2013    |
| 05    | Beim Betreten des Studios lösen Sascha und Laura keinen Alaaarm-Sound aus. Aus Neugier warum, drücken beide den Alaaarm-Knopf und entdecken eine Slimetonne, welche von einem Spotlight beschienen wird. Danach ist Sascha zu Besuch beim Slime-Friseur (bei Laura) und Laura wird zur Slime-Königin. Danach haben beide eine Slime-Zeremonie und werden zu Slime-Geschwistern. Zum Schluss verweisen beide auf den Die Legende von Korra-Monat bei nick.de. | Slimobration                                                                                        | Nickelodeon Alaaarm-Studio                            | 16. August 2013    |
| 06    | Sascha und Laura sind, aufgrund der Baumaßnahmen im Studio auf dem Weg zum Campen. Als Campingplatz wird der Berliner Alexanderplatz ausgewählt. Nach dem Aufstellen von Campingstühlen und dem Ausrollen eines Orange-Carpet sucht Sascha eine Toilette und fragt Passanten. Als Sascha nach dem Entledigen hinter einem Busch (Rat einer Mutter) zurückkehrt, fragt er Laura nach Abwaschmöglichkeiten für das Geschirr. Als er nicht weiter weiß, fragt Laura Passanten nach dem Spülbecken. Zum Schluss rösten die beiden Marshmallows über einem Bunsenbrenner und bieten Passanten die Marshmallows an. | | Alexanderplatz                                        | 19. August 2013    |
| 07    | Sascha liegt an einem Brunnen auf dem Alexanderplatz im Regen, mit Regenschirm, und denkt über sein Streichorchester nach, welches in einer Rückblende gezeigt wird. Als nächstes werfen Laura und Sascha ahnungslosen Passanten eine Orange-Carpet vor die Füße und machen ein spontanes Fotoshooting. Dann werden Passanten beim Fragentornado Dinge wie Drei Worte, die mit Nick anfangen gefragt und kommen dabei kaum zu Wort. Beim schließende Verzehr der Ravioli à la Slime weisen Sascha und Laura erneut auf den Die Legende von Korra-Monat auf nick.de hin. | Fragentornado                                                                                       | Alexanderplatz                                        | 20. August 2013    |
| 08    | Die beiden bekommen eine E-Mail von Moritz, welcher seine Schwester ebenfalls mit Klebeband festgeklebte und daraufhin eine Taschengeldkürzung bekam. Jetzt versuchen Sascha und Laura erst mit einer Musikeinlage, später mit einer Slow-Motion-Kissenschlacht mit Passanten Geld für Moritz zu sammeln. Am Ende haben die beiden 13,26 € zusammen. Dieses, in einem Hut gesammelte Geld legen die beiden in den Anhang der E-Mail, schicken es Moritz zu und weisen darauf hin, dass man selbst Sascha und Laura schreiben könne, wenn man Probleme habe. | You’ve got Mail!, Ich bin ein Kind. Holt mich hier raus!                                            | Alexanderplatz                                        | 21. August 2013    |
| 09    | Sascha und Laura suchen auf dem Alexanderplatz nach verdächtigen Leuten, die Monster sein könnten. Erst schreien zwei Jungs und machen die schlimmsten Grimassen, damit sie einen Monsterpass bekommen. Danach soll ein Mädchen wie ein Monster aus einem Eimer trinken und mit Monsterschritten über den Orange-Carpet gehen, damit auch sie einen Monsterpass erhält. Zum Schluss offenbart Laura Sascha und den Zuschauern, dass sie selbst ein Schlabbermonster ist und nur ruhig bleibt, wenn sie regelmäßig Torte bekommt. Während der Sendung wird darauf verwiesen, dass man selbst den Monstertest auf nick.de machen kann und dann einen Monsterpass ausdrucken kann. | Monster Alaaarm                                                                                     | Alexanderplatz                                        | 22. August 2013    |
| 10    | Laura und Sascha sitzen am Brunnen auf dem Alexanderplatz und angeln eine Flaschenpost. In ihr sind Koordinaten angegeben, denen die beiden folgen. Dort angekommen, begegnen die beiden einem Gockel der ein Rätsel stellt. Nachdem Laura das Rätsel erraten hat, bekommen sie und Sascha neue Koordinaten und folgen diesen zu einer Toilette auf dem Alexanderplatz. Durch das Erraten von Düften erhalten die beiden die nächsten Koordinaten und entdecken vor der deutschen Nickelodeon-Sendezentrale ein Boot, welches der Schatz ist und das gemalte Boot im Studio ersetzt. Nun weisen die beiden darauf hin, dass man selbst einen von Sascha und Laura versteckten Schatz per Geocaching finden kann. Zum Schluss verweisen beide nochmal, wie bereits im Verlauf der Sendung, auf den Teenage Mutant Ninja Turtles-Marathon am nächsten Tag: Samstag, den 24. August 2013. | | Alexanderplatz, Nickelodeon-Sendezentrale Deutschland | 23. August 2013    |
| 11    | Sascha und Laura betreten das Studio mit dem „Schatz“ (dem Boot) und lösen erneut den Alaaarm-Sound aus. Laura drückt, nach dem Abstellen des Bootes, den Alaaarm-Knopf und schaltet den Sound aus. Sie denken zurück an die Schatzsuche und meinen, dass sie jetzt „in See stechen“ könnten. Nachdem Laura Fischstäbchen und Salzheringe aus dem Kühlschrank geholt hat, entdecken beide eine Torte auf einer Insel. Sascha nimmt sein Gummi-Surfbrett und surft hinüber und bringt die Torte zum Boot. Dort angekommen wettet Sascha um die ganze Torte, dass Laura zwei verbundene Comics nicht gelöst bekommt. Ihr gelingt dies nicht. Man sieht nun Sascha wie er mit zwei Mitarbeitern von Nickelodeon um das Getränk wettet und wieder die Comics dabei hat. Auch diese schaffen es nicht, die Comics auseinander zu lösen. Nach einer Weile meint Sascha, dass er die Torte doch nicht alleine schaffe und Laura erwidert, dass er auch kein Schlabbermonster sei. Zum Schluss meint Laura, dass es Zeit sei, wieder ins normale Studio zu wechseln, da sie Heimweh nach dem Studio habe. | Die Schon-Gewonnen-Wette                                                                            | Nickelodeon Alaaarm-Studio                            | 26. August 2013    |
| 12    | Um den Alaaarm-Sound auszutricksen, betreten Laura und Sascha das Studio durch den Kühlschrank. Dann entdecken sie ein echtes Sofa, was zuvor nur ein gemaltes war. Auf dem Weg zum Sofa stellen beide fest, dass das Sofa Mundgeruch hat und bewerfen das Sofa mit Kaugummi. Beim Springen auf das Sofa schreit dieses voller Zahnschmerzen. Daraufhin entdecken Laura und Sascha Kreide und Magnete zwischen den Zähnen des Sofas. Ab dann gibt das Sofa nur noch die „geplanten“ Geräusche von sich. Die Tafel hinter der Wand soll ab dieser Folge mit Briefen und Fotos der Zuschauer behängt werden. Zudem wurde auf die neuen Victorious-Folgen (Start am 31. August um 19:20) verweisen. | | Nickelodeon Alaaarm-Studio                            | 27. August 2013    |
| 13    | Sascha und Laura sitzen im Studio und spielen Ukulele und E-Gitarre. Daraufhin singen sie Nur noch kurz die Welt retten, ersetzten den Text aber durch Muss nur noch kurz ’nen Streich spielen. Und den Streich, den spiel’ ich dir! Nur dir, nur dir und bekommen während des Singens ein echten Hau den Lukas. Als Laura, nach Sascha, an der Reihe ist, präpariert Sascha den Hammer, sodass er Laura aus der Hand fliegt. Als Revanche ersetzt Laura den Hammer durch zwei mit Luft gefüllte Spielzeughammer. Einen gibt sie Sascha und einen weiteren nimmt sie. Als Sascha die Kugel von Hau den Lukas nicht bewegen kann, schlägt sie mit ihrem Hammer drauf. Man merkt nun, dass der Hammer mit Zement befüllt wurde. Zum Schluss spielen beide im Sumoringer-Outfit Hau den Lukas und springen auf das Sofa. Zudem wird erneut auf den Die Legende von Korra-Monat auf nick.de hingewiesen. | Lauras Streichelabor                                                                                | Nickelodeon Alaaarm-Studio                            | 28. August 2013    |
| 14    | Laura betritt das Studio, gefolgt von Sascha auf einem Bobby-Car. Als Sascha ohne sie den Alaaarm-Sound ausschaltet und beatboxt, beschließt Laura ihm zu zeigen, dass sie auf dem Bobby-Car besser ist. Als beide nun mit dem Bobby-Car um den Alaaarm-Knopf kreisen, verliert Sascha. Als Revanche stoßen sich beide mit Füßen ab und schauen wer weiter kommt. Dieses Mal gewinnt Sascha. Daraufhin werden die Zuschauer aufgefordert, online darüber abzustimmen, wer sich auf dem Bobby-Car besser geschlagen hat. Abschließend wird nochmal auf die neuen Victorious-Folgen hingewiesen. | Bobby-Car Battle                                                                                    | Nickelodeon Alaaarm-Studio                            | 29. August 2013    |
| 15    | Laura und Sascha betreten das Studio und erhalten von Paul eine Nachricht, warum denn Popel grün seien. Nun fragen die beiden Kinder in einem Freibad nach Popeln. Als Laura die These aufstellt, dass die Popel grün sind, weil Paul krank war, bestätigt dies der Spezialist aus der Kist' Peter von Popel (gleicher Darsteller wie Klaus Kleber in Folge 4). Nun wird eine Reihe von verschiedenen „Exemplaren“ gezeigt und ausführlich über den Popel geredet. Zum Schluss zeigt von Popel einen „speziell entwickelten Popel aus dem Labor“. | Die Megabrains … klären auf, Spezialisten aus Kisten                                                | Nickelodeon Alaaarm-Studio                            | 30. August 2013    |
| 16    | Sascha und Laura sind im Freibad und spielen König und Königin und überlegen, was sie dann anders machen würden (Sascha würde z. B. keinen Eintritt nehmen, da es ja ein Freibad ist). Zudem fordern sie die Zuschauer auf, sich selbst eigene Sachen zu überlegen. Dann macht Laura Sascha Komplimente mit dem Megaphon, als er als König ins Wasser geht. Anschließend gibt es eine Schlammschlacht mit einigen Kindern aus dem Freibad, Laura entdeckt zudem Bikini Bottom. Am Ende blicken beide auf den Tag zurück und erinnern an die neuen Totally-Spies-Folgen. | Wenn ich König wäre im Freibad                                                                      | Freibad Lübars                                        | 2. September 2013  |
| 17    | Beide wollen Dinge machen (auch: Dinging) und entscheiden sich auf verschiedene Weise ins Wasser zu springen (Der Ampelmann, Auf dem Sofa chillen, Jumping Jacky, Besening, Das wird wehtun III, Der fliegende Buddah). Anschließend machen beide ein Wettschwimmen zur Luftmatratze allerdings mit Schwimmflügeln. Schließlich blicken Laura und Sascha auf den Tag zurück und weisen auf die Alaaarm-Seite mit allen Videos auf nick.de hin. | Dinging Poolplanking                                                                                | Freibad Lübars                                        | 3. September 2013  |
| 18    | Laura und Sascha rätseln über die Frage, warum man im Wasser leichter ist. Laura befragt Badegäste, Sascha schaut in seinem Internet-Backup-Buch nach. Danach stellen sich die beiden die Frage, ob es am 5-Meter-Sprungturm einen Blitzableiter gibt. Sascha schaut wieder in seinem Internet-Backup-Buch nach und bejaht die Frage. Zum Schluss rätseln beide über die beste Sprungtechnik, auch hier weiß Sascha die Antwort: der Anker. | Die Megabrains … klären auf                                                                         | Freibad Lübars                                        | 4. September 2013  |
| 19    | Sascha und Laura überlegen sich, was man alles mit Luftmatratzen machen kann. Anfangs versuchen die beiden auf die Matratze heraufzuspringen, scheitern aber. Danach versucht Laura auf einem Luftmatratzenberg mit ihrer Alltagskleidung zu stehen und schafft es auch, wird dann aber von Sascha ins Wasser gestoßen. Als nächstes rennen beide aufeinander zu und nehmen die Matratzen als Schutzschild. Zudem wird der Zuschauer während der kompletten Sendung auf viele Dinge von nick.de (z. B. das Schauen der Nickelodeon-Alaaarm-Folgen) und auf die neuen Victorious-Folgen verwiesen und aufgefordert Laura und Sascha weitere Ideen zu schicken, was man mit Luftmatratzen sonst noch so machen kann. | Was man mit … sonst noch so machen könnte!                                                          | Freibad Lübars                                        | 5. September 2013  |
| 20    | Laura möchte, wie in Folge 16 bereits, nochmal Königin sein und beschließt eigenes Eis zu machen und es Nickelodeon-Alaaarm-Eis (Vanilleeis mit grüner Lebensmittelfarbe und bunten Streuseln) zu nennen. Nach der Herstellung auf der Toilette im Freibad wird das Eis an Badegäste verteilt. Zum Schluss weisen die beiden auf die neuen Folgen von Victorious und Marvin Marvin hin. | | Freibad Lübars                                        | 6. September 2013  |
| 21    | Sascha nimmt Abschied von den Sommerferien und ist gelangweilt. Laura erinnert ihn mit Fotos an der Tafel an die Zeit auf dem Alexanderplatz und im Freibad Lübars. Daraufhin hat Sascha die Idee einen School Survival Guide zu erstellen, damit die Zuschauer die Schule überstehen. Da Sascha seinen Schlafanzug unter seiner normalen Kleidung trägt, die Schuhe falsch herum anhat und sich versucht herauszureden, starten die beiden ein Ausredenbattle. Dabei bekommt jeder drei Begriffe (Laura: Tim Bendzko, Bodennebel, Bus; Sascha: Blümchen, Wasserflasche, Pokémon) und muss sich damit eine Ausrede einfallen lassen und schneller sein als der Gegner. Laura gewinnt das Battle. Schließlich bekommen beide per E-Mail einen Anhang mit den Requisiten für das größte und beste Schulbrot der Welt (in Folge 22). | Nickelodeon School Survival Guide: Lektion#1 Die besten Ausreden, You’ve got Mail!                  | Nickelodeon Alaaarm-Studio                            | 9. September 2013  |
| 22    | Zu Beginn überlegen sich beide, wie das leckerste Schulbrot der Welt aussehen soll. Sascha und Laura bauen daraufhin das geplante Brot (aus Mischbrot, Sirup, Nuss-Nougat-Creme, Schokoraspel, Süßstoff, Schokoriegel, Mischbrot, Kartoffelchips, Salzstangen, Kaviar, Schokolinse, Mischbrot, Karotte und vielem mehr). Danach bauen die beiden als neue Herausforderung das höchste Schulbrot der Welt (aus Fladenbrot, Schinkenwurst, Zervelatwurst, Fladenbrot, Tomaten, Fladenbrot, Käse, Paprika, Fladenbrot, Plätzchen, Fladenbrot und vielem mehr) und nennen es, als sie es zum Teil essen, Alaaarm-Schaschlik, weil sich inzwischen ein Spieß im Brot befindet. Zudem wird man aufgefordert, an die Facebook-Seite von Nickelodeon, ein eigenes Schulbrot-Foto zu schicken, falls es größer als das der beiden ist. | Nickelodeon School Survival Guide: Lektion#2 Das leckerste Schulbrot                                | Nickelodeon Alaaarm-Studio                            | 10. September 2013 |
| 23    | Sascha, sein Streichorchester und Laura singen erneut Muss nur noch kurz 'nen Streich spielen (vgl. Folge 13). Danach spielt Laura Sascha einen Streich, als sie seine Requisiten aus dem Rucksack kopiert und die Papierbögen statt der echten Gegenstände in den Rucksack zurücksteckt. Als Rache belegt Sascha Lauras Sandwich mit scharfen Chilischoten und streut Salz in ihr Wasserglas. Zum Schluss weist Sascha auf die neue Serie Sanjay & Craig und Laura auf die Idee, eigene Streichideen auf Facebook zu schicken, hin. | Sascha und sein Streichorchester, Nickelodeon School Survival Guide: Lektion#3 Schulstreiche        | Nickelodeon Alaaarm-Studio                            | 11. September 2013 |
| 24    | Die beiden veranstalten einen Schultriathlon mit drei Disziplinen (Pausenbrot in 20 Sekunden essen, Hausaufgaben in 20 Sekunden von der Tafel übernehmen (Deutsch: Erörterung über drei Seiten Warum ist Nickelodeon der beste Sender?; Mathematik: Wie viel mal besser ist iCarly als Rocket Monkeys, wenn man SpongeBob abzieht und Johnny Test addiert?; Erdkunde: Wo liegt Ainsbury?), sich nach dem Sport in 45 Sekunden umziehen). Zudem wird erneut auf die neue Serie Sanjay & Craig verwiesen. | Nickelodeon School Survival Guide: Lektion#4 Schultriathlon                                         | Nickelodeon Alaaarm-Studio                            | 12. September 2013 |
| 25    | Sascha und Laura reden über Fragen, welche die Eltern während der Schulzeit gestellt haben. Nachdem die Frage Wie wars in der Schule so? im Raum steht, liest Sascha ein, über 6 Stunden gehendes, Schulprotokoll vor und fordert die Zuschauer auf ihre eigenen Protokolle auf Facebook zu posten. In einer neuen Rubrik erklärt der Berliner Rapper Mc Fitti den Satz Man lernt nicht für die Schule, man lernt fürs Leben an seinem Lebensbeispiel (Im Textilunterricht gelernt, wie man Knöpfe wieder annäht, was er vor einem Konzert machen musste, als ihm sein Hosenknopf platzte). Zum Schluss blicken Sascha und Laura auf die Woche mit dem Nickelodeon School Survival Guide zurück und erinnern erneut an die neue Serie Sanjay & Craig. | Nickelodeon School Survival Guide: Lektion#5 Eltern und Schule; Was Eltern meinen, wenn sie sagen … | Nickelodeon Alaaarm-Studio                            | 13. September 2013 |
| 26    | Zur Einstimmung auf die Bundestagswahl 2013 entscheiden sich Laura und Sascha dazu durch ein Wa(h)lkomitee wählen zu lassen, wer KletterkanzerIn wird. Am ersten Tag gibt es das Slime-Wettrennen (Beide müssen in einem Parkour Obst sammeln und schneller zum Ziel gelangen, ohne dabei den wertvollen Slime zu verschütten). Sascha gewinnt und bestraft Laura mit einer Wasserbombenattacke (Sascha 105 : 80 Laura). | | Abenteuerpark Potsdam                                 | 16. September 2013 |
| 27    | Laura und Sascha spielen heute Wokschlagen (Anspielung auf Topfschlagen; der Schatz unter dem Wok ist eine Torte). Sascha verwirrt Laura mit aufgezeichneten „Hilfestellungen“ und gewinnt erneut. (Sascha 155 : 105 Laura). | | Abenteuerpark Potsdam                                 | 17. September 2013 |
| 28    | Am dritten Tag gibt es Die gruselige Nachtwanderung (Sascha muss einen versteckten SpongeBob finden). Dabei bekommt Sascha durch Streiche von Laura Angst und erschreckt sich. Laura gewinnt das heutige Spiel (Sascha 180 : 180 Laura). | | Abenteuerpark Potsdam                                 | 18. September 2013 |
| 29    | Beim heutigen Kletterwaldquiz müssen Laura und Sascha durch eine Parkour laufen und Fragen zu Nickelodeon und zu alltäglichen Dingen beantworten. Laura gewinnt erneut (Sascha 211 : 218 Laura). | | Abenteuerpark Potsdam                                 | 19. September 2013 |
| 30    | Laura und Sascha spielen Flip fangen und Face-Flip. Beim letzteren muss man aus Stirn, Augen und Mund ein Bild bauen aus möglichst wenig Karten. Sascha gewinnt das erste Spiel, Laura das zweite. Aufgrund des letzten Punktestand ist Sascha der neue Kletterkanzler (Sascha 261 : 243 Laura). | | Abenteuerpark Potsdam                                 | 20. September 2013 |
| 31    | Sascha und Laura beginnen die neue (Mach mal Nickelodeon-)Woche mit dem neuen Mach mal Nickelodeon-Song Fizzl Wow Zoom und tanzen zusammen mit dem Spezialist aus der Kist' und dem Kameramann zusammen und später verschiedene Stile (tanzen auf dem Sofa, tanzend zum Klo, tanzen im Boot, Schokotanz). Danach gibt es das Tanz-Battle, bei dem man in 20 Sekunden vier verschiedene Tanzstile tanzen soll (Latino, Bollywood, Walzer, Dudelsack). Anschließend ist Sascha müde, doch Laura weckt ihn durch den Alaaarm-Sound. Abschließend wird auf die neue Serie Sam & Cat verwiesen. | | Nickelodeon Alaaarm-Studio                            | 23. September 2013 |
| 32    | Laura und Sascha veranstalten die Orangeade mit den Disziplinen Orange den Lukas (Hau den Lukas mit verbundenen Augen), Moderner Orangenkampf (drei Kniebeugen mit anschließender Rolle, drei Runden um den Alaaarm-Knopf, abschießen von Orangen; in kürzester Zeit) und Mohrrübenballonschießen (Mit einer Karotte einen Ballon zum Platzen bringen). Beide haben gewonnen, Laura bei der ersten und Sascha bei der letzten Disziplin, die zweite ging unentschieden aus. Zum Schluss wird erneut auf Sam & Cat verwiesen. | Mach mal Orange …                                                                                   | Nickelodeon Alaaarm-Studio                            | 24. September 2013 |
| 33    | Laura stellt ihre eigene Sprache (Mullah Knulla) vor und beide fangen an auf den Mach mal Nickelodeon-Song Fizzl Wow Zoom zu rappen. Verwiesen wird erneut auf Sam & Cat und auf das Wörterbuch zu Lauras eigener Sprache. Zudem wird der Zuschauer aufgefordert eigene Vokabeln hinzuzufügen. | | Nickelodeon Alaaarm-Studio                            | 25. September 2013 |
| 34    | Am vierten Tag der Mach mal Nickelodeon-Woche wird gelacht. Laura und Sascha testen mehrere Lacharten (Mäuselache, Monsterlache, Lache mit Gurgeln, beim Lachen singen), starren sich an und spielen das Spiel Wer zuerst lachen muss, hat verloren. Danach imitieren die beiden SpongeBob und Patrick sowie Johnny Test und seine Schwester. | | Nickelodeon Alaaarm-Studio                            | 26. September 2013 |
| 35    | Am letzten Tag beschließt Laura: Mach mal Party. Beide bereiten eine Party vor und tanzen zu Fizzl Wow Zoom. Es wird Torte gegessen und Twister gespielt, allerdings nur mit grünen und orangen Feldern. Als nächstes suchen beide grüne Gummitierchen in der Slimetonne. Sascha gewinnt, da er ein grünes Gummitier unter roten und weißen im Slime fand. Zum Schluss spielen beide Apfel aus der Slimetonne fischen. Zum Schluss wird auf den Bambini-Lauf verwiesen. | Wenn ich Königin wäre …                                                                             | Nickelodeon Alaaarm-Studio                            | 27. September 2013 |